# محمد أبشير والدو
محمد أبشير والدو (بالصومالية: Maxamed Abshir Waldo)‏؛ (بالإنجليزية: Mohamed Abshir Waldo)‏ صحفي وناشط سياسي صومالي بارز.

## سيرة
نشأ كراع للإبل، وانتهى به المطاف في جامعة كولومبيا خلال احتجاجات جامعة كولومبيا عام 1968. تخرج من كلية الصحافة بجامعة كولومبيا (ماجستير في الإعلام الجماهيري، 1968).
بدأ والدو عمله كصحفي إذاعي مع الإذاعات العالمية لهيئة الإذاعة البريطانية وأصبح في النهاية مديرًا لإذاعة مقديشو الحكومية الرئيسية في الستينيات.
في الثمانينيات، أصبح وزير الإعلام للجبهة الديمقراطية الخلاصية الصومالية، وعمل لفترة وجيزة كرئيس للمنظمة.

## أعمال
تنبع كتاباته الأخيرة حول صناعة التحويلات من عمله التنموي في قضايا التمويل الأصغر بالإضافة إلى اهتمامه بإعادة التأهيل الإقليمي من خلال مبادرات الأعمال الصغيرة. كتب والدو كثيرًا عن صناعة التحويلات الصومالية. كما كتب مقالات حول الأسباب الجذرية للقرصنة في سواحل الصومال .